# Eunice Kazembe
Eunice Kazembe (1952 – 28 tháng 10 năm 2013)  là một chính trị gia người Malawi được bổ nhiệm làm Bộ trưởng Bộ Công thương trong nội các của Malawi vào năm 2009. Vào ngày 26 tháng 4 năm 2012, Tổng thống Joyce Banda đã đặt tên cho nội các mới của mình. Kazembe trở thành bộ trưởng bộ giáo dục.
Eunice Kazembe sinh năm 1952. Bà có bằng Cử nhân Thương mại của Đại học Carleton, Ottawa và bằng Thạc sĩ Quản trị Kinh doanh tại Đại học Indiana. Bà đã từng có một thời là Tổng Giám đốc của Tập đoàn Tiếp thị và Phát triển Nông nghiệp (Ma-la-uy) và Đại sứ của Cộng hòa Trung Quốc (Đài Loan). Kazembe là Cố vấn trưởng cho Chủ tịch Phát triển Đô thị từ năm 2005 đến 2009, và từng là Bộ trưởng Bộ Thương mại và Công nghiệp, và Bộ trưởng Bộ Mỏ, Năng lượng và Tài nguyên. Bà là người được ủy thác và đồng sáng lập Câu lạc bộ trẻ em Chisomo.
Kazembe được bầu làm Thành viên Nghị viện cho Chiradzulu South vào tháng 5 năm 2009, hoạt động trên nền tảng của Đảng Dân chủ Tiến bộ (DPP). Bà được bổ nhiệm làm Bộ trưởng Bộ Công thương trong nội các bắt đầu có hiệu lực vào ngày 15 tháng 6 năm 2009. Bà giữ vị trí này trong nội các được công bố vào ngày 9 tháng 8 năm 2010 